# Lycoprosopa atrimaculata
Lycoprosopa atrimaculata là một loài ruồi trong họ Asilidae. Lycoprosopa atrimaculata được Hobby miêu tả năm 1934. Loài này phân bố ở vùng nhiệt đới châu Phi.